# Palczowice
Palczowice ist eine Ortschaft mit einem Schulzenamt der Gemeinde Zator im Powiat Oświęcimski der Woiwodschaft Kleinpolen, Polen.

## Geographie
Der Ort liegt am rechten Ufer des Flusses Skawa.
Er hat eine Fläche von 331 ha.
Nachbarorte sind die Stadt Zator im Westen, Podolsze im Nordwesten, Smolice im Norden, Spytkowice im Osten, Laskowa im Süden.

## Geschichte
Der Ort wurde schon als die Pfarrei Palzowicz im Peterspfennigregister des Jahres 1326 im Dekanat Zator des Bistums Krakau erwähnt.
Politisch gehörte das Dorf ursprünglich zum Herzogtum Auschwitz, dies bestand ab 1315 in der Zeit des polnischen Partikularismus. Seit 1327 bestand die Lehnsherrschaft des Königreichs Böhmen. Seit 1445 gehörte es zum Herzogtum Zator, dieses wurde im Jahr 1494 an Polen verkauft.
Bei der Ersten Teilung Polens kam Palczowice 1772 zum neuen Königreich Galizien und Lodomerien des habsburgischen Kaiserreichs (ab 1804).
1918, nach dem Ende des Ersten Weltkriegs und dem Zusammenbruch der k.u.k. Monarchie, kam Palczowice zu Polen. Unterbrochen wurde dies nur durch die Besetzung Polens durch die Wehrmacht im Zweiten Weltkrieg.
Von 1975 bis 1998 gehörte Palczowice zur Woiwodschaft Bielsko-Biała.

## Sehenswürdigkeiten
- Katholische Holzkirche (1894)
- Grunwald-Denkmal

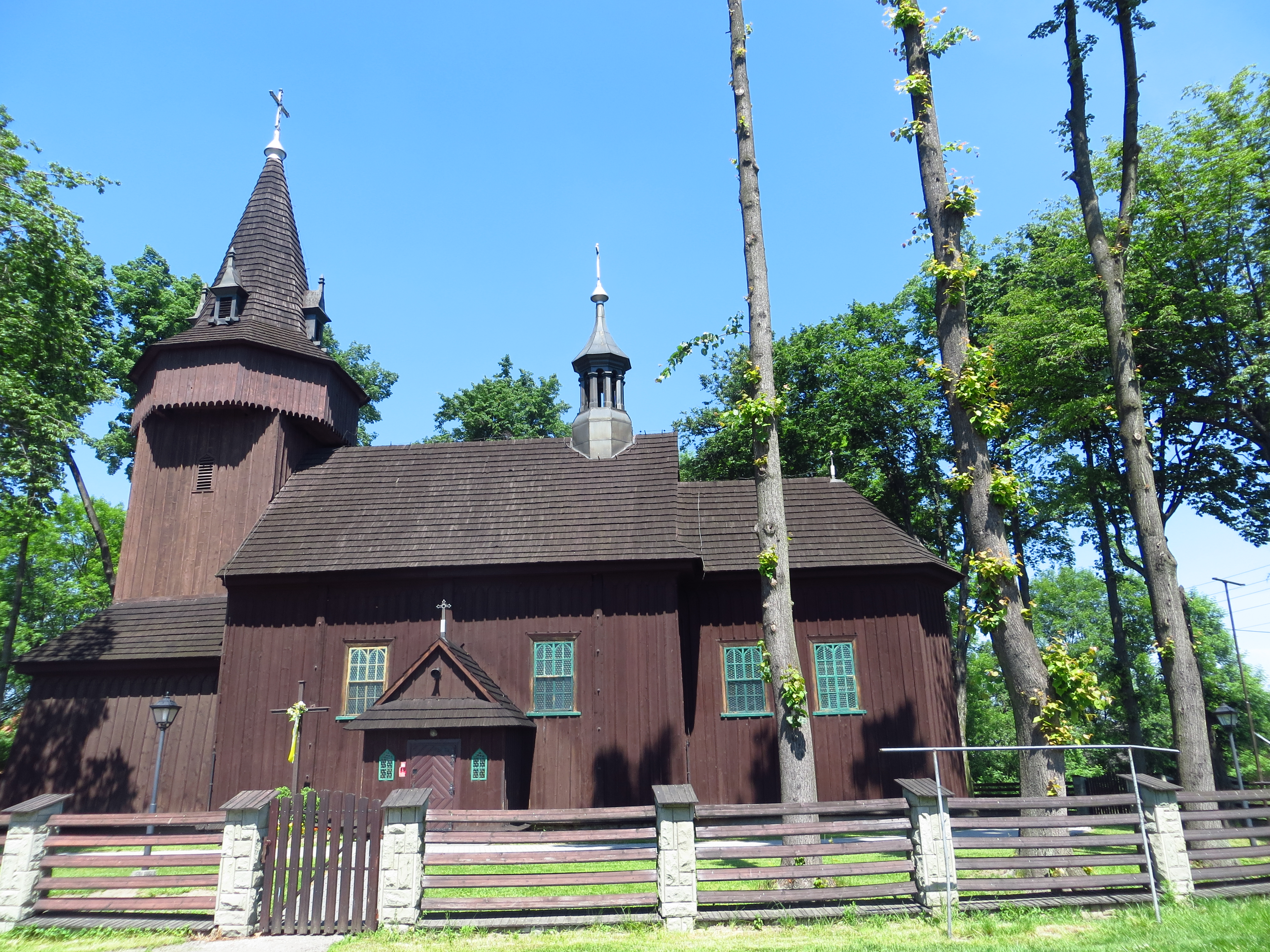
Römisch-katholische Kirche
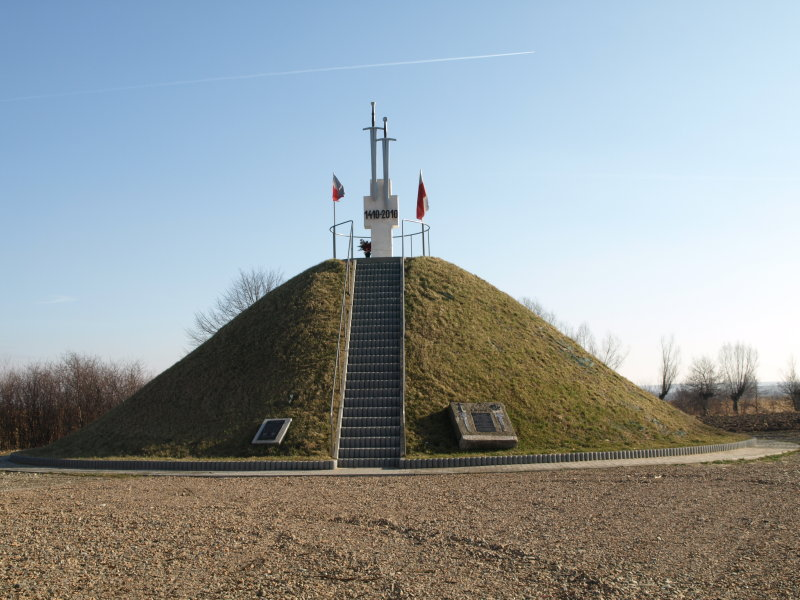
Grunwald-Denkmal